# Cuélas
Cuélas is een gemeente in het Franse departement Gers (regio Occitanie) en telt 106 inwoners (2009). De plaats maakt deel uit van het arrondissement Mirande.

## Geografie
De oppervlakte van Cuélas bedraagt 6,7 km², de bevolkingsdichtheid is dus 15,8 inwoners per km².
De onderstaande kaart toont de ligging van Cuélas met de belangrijkste infrastructuur en aangrenzende gemeenten.

## Demografie
Onderstaande figuur toont het verloop van het inwonertal (bron: INSEE-tellingen).